# Skamstraff

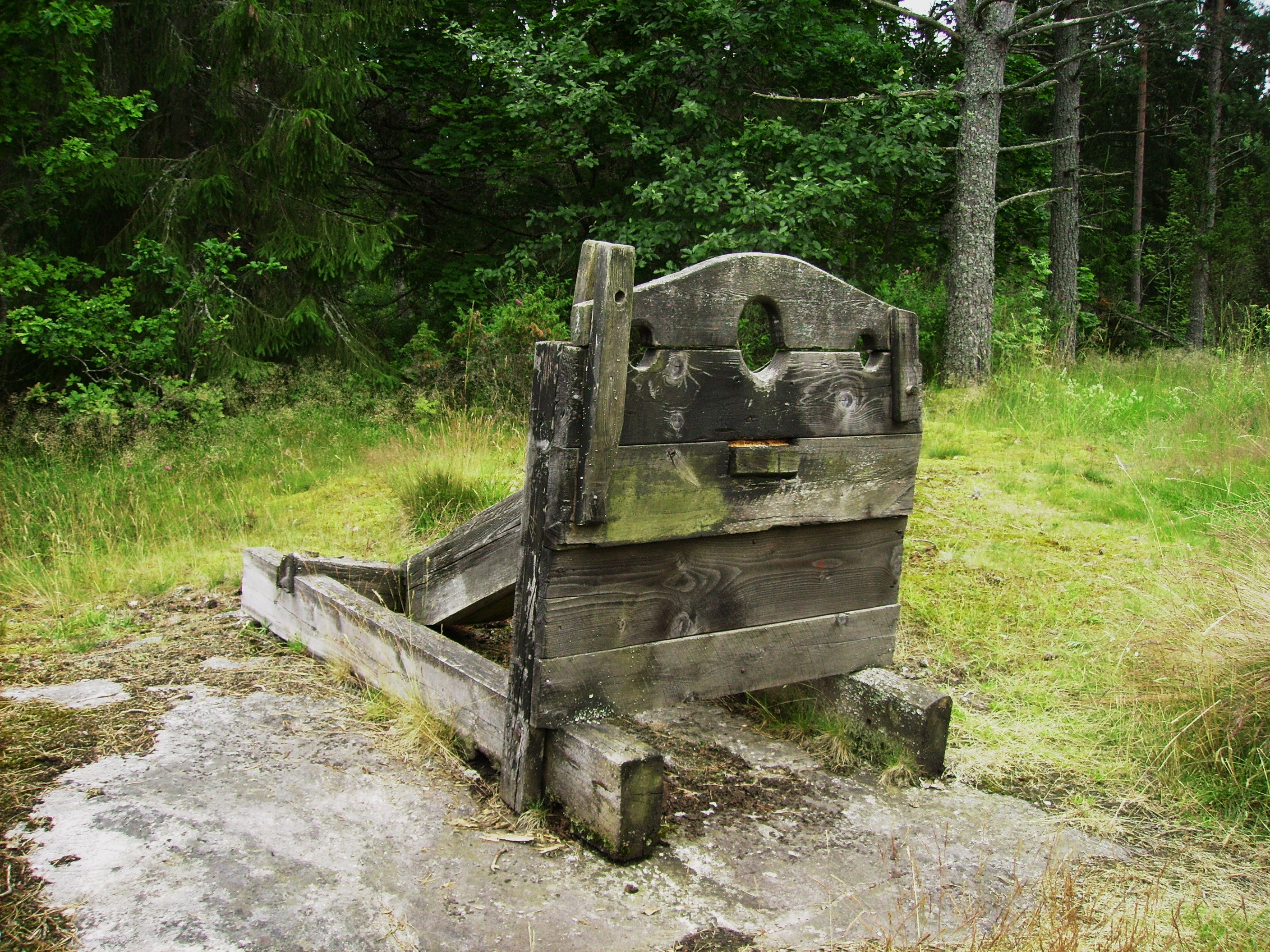
Skamstock vid Skottvångs gruva i Södermanland.

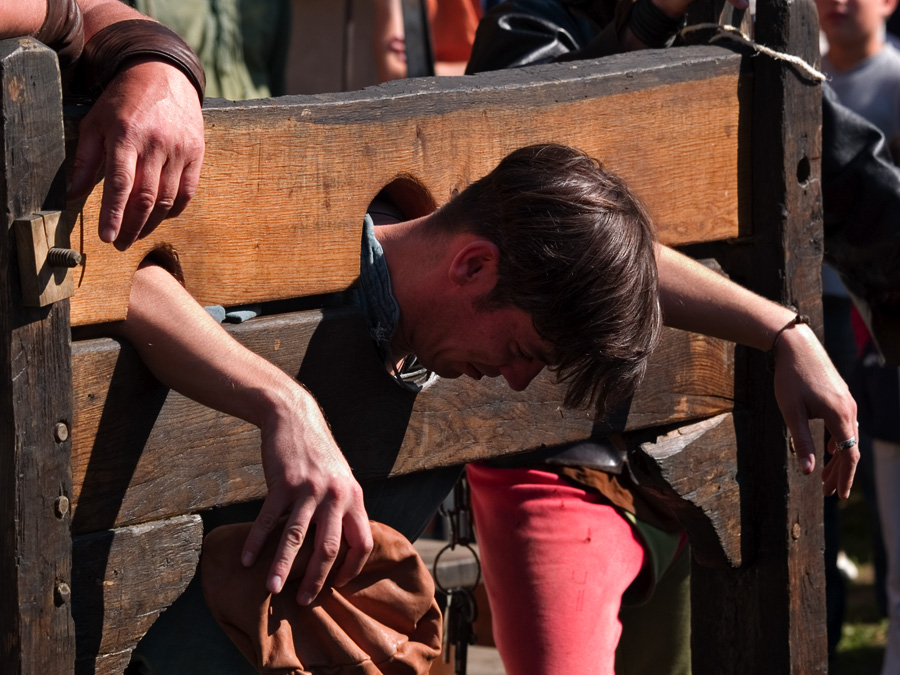
Modernt återskapande av det traditionella skamstraffet att bli placerad i en stock på en offentlig plats.

Skamstraff är ett övergripande begrepp på förr tillämpade bestraffningsformer som innebar offentlig förnedring av en brottsling. I skamstraffet ingick oftast någon form av schavottering. Tanken var att man skulle skämmas men att man, efter att straffet hade verkställts, skulle välkomnas tillbaka till samhället.
En synlig tatuering eller brännmärkning, som markerar att någon tidigare begått ett brott, kan också uppfattas som en form av skamstraff.
Skamstraffet avskaffades i Sverige 1864.

## Exempel på skamstraff
- Kyrkoplikt
- Prygel
- Skampåle
- Skampall
- Skamvrå
- Straffstock

Andra skamstraff var att bära den Spanska fiolen, bära järnkrona (42 kilo av bojor och fotkedjor av järn), samt att rida trähästen.